# Las Paredes del Ahogado
Las Paredes del Ahogado är en ort i Mexiko.   Den ligger i kommunen Buenavista och delstaten Michoacán de Ocampo, i den södra delen av landet, 400 km väster om huvudstaden Mexico City. Las Paredes del Ahogado ligger 780 meter över havet och antalet invånare är 112.
Terrängen runt Las Paredes del Ahogado är bergig. Runt Las Paredes del Ahogado är det ganska glesbefolkat, med 36 invånare per kvadratkilometer. Närmaste större samhälle är Buena Vista Tomatlán, 10,2 km sydväst om Las Paredes del Ahogado. I omgivningarna runt Las Paredes del Ahogado växer huvudsakligen savannskog.